# Kassina jozani
Kassina jozani är en groddjursart som beskrevs av Msuya, Howell och Alan Channing 2007. Kassina jozani ingår i släktet Kassina och familjen gräsgrodor. IUCN kategoriserar arten globalt som starkt hotad. Inga underarter finns listade i Catalogue of Life.